# Chlorochaeta stigmatisata
Chlorochaeta stigmatisata là một loài bướm đêm trong họ Geometridae.